# Tepusen
Tepusen is een bestuurslaag in het regentschap Temanggung van de provincie Midden-Java, Indonesië. Tepusen telt 2925 inwoners (volkstelling 2010).